# شرج
الشَّرْج أو الشَّرَج أو السُّرم (بالانجليزية Anus) أو إست هي فتحةٌ في نهاية الجهاز الهضمي للكائن الحي المقابلة للفم من الناحية الأخرى وهي فتحة خارجية من المستقيم، آخر أقسام الجهاز الهضمي في الأمعاء الغليظة في معظم الثدييات. وظيفتها إخراج الفضلات وطرد الأجسام الصلبة الناتجة عن عملية الهضم والتي تعتمد على نوع الكائن الحي، ربما تكون واحدة أو أكثر من الأشياء التي لا يستطيع الكائن الحي هضمها كالعظام والمواد التي قد تكون سامة إن بقت في الجهاز الهضمي وبكتيريا المعدة. هناك مجموعة من العضلات تتحكم بتقلص وانبساط فتحة الشرج وهي عضلات دائرية الشكل تقريبا تنتهي بالعضلة العاصرة للمستقيم يتحكم في انقباضها وانبساطها ألياف عصبية إرادية أي يمكن للإنسان التحكم في انقباضها وانبساطها لاحقا بعد سن الثالثة على الأغلب وهي تخضع للجهاز العصبي الودي والجهاز العصبي اللاودي وهي وتوجد عند انتهاء المستقيم.
في معظم المجتمعات يعد ذكر هذا العضو في جسم الناس من الكلمات الخارجة عن حدود اللياقة أو التي تخدش الحياء.

## القناة الشرجية
هي القطعة النهائية من السبيل الهضمي طولها حوالي 3 إلى 4 سم, تبدأ بمستوى العضلة الرافعة للشرج وتنتهي عند حافة الشرج في المنطقة العجانية

## وظيفة القناة الشرجية
لها وظيفة مزدوجة:
- الاستمساك ومنع السلس البرازي
- السماح بطرح الفضلات أثناء التغوط

## طبقات القناة الشرجية
من الداخل إلى الخارج :
1. الأسطوانة الداخلية: تتألف من الغشاء المخاطي للقناة الشرجية
2. الإسطوانة المتوسطة: تتألف من العضلة المعصرة الباطنة وهي عضلة لا إرادية
3. الإسطوانة الخارجية: تتألف من العضلة المعصرة الظاهرة وهي عضلة إرادية تغلق فوهة الشرج.

## الغشاء المخاطي للقناة الشرجية
يتألف من المنطقة فوق الخط المسنن والمنطقة تحت الخط المسنن والخط المسنن هو الخط الفاصل بينهما.

### المنطقة فوق الخط المسنن
مؤلفة من خلايا تبدأ في الأعلى إسطوانية وتتحول إلى مكعبة بالتدريج وتصبح رصفية مطبقة غير متقرنة عند مستوى الخط المسنن,
يظهر عليها ثنيات طولانية تسمى أعمدة مورغاني التي تمثل الخط المسنن, عددها 8 إلى 12 ثنية.
بين خلايا الخط المسنن تفتح غدد ضامرة تسمى غدد هيرمن,
- لون المخاطية أحمر داكن كثير التوعية.
- تتعصب بالأعصاب الودية ونظيرة الودية ولا تتحسس للألم.

### المنطقة تحت الخط المسنن
مؤلفة من خلايا رصفية مطبقة غير متقرنة, الغشاء المخاطي ملتصق بشدة, تمتد حتى الخط الشرجي السفلي المسمى الخط الأبيض لهيلتون,
أسفل هذا الخط يوجد خلايا رصيفة مطبقة متقرنة هي جلد فوهة الشرج.
- لون المخاطية رمادي مزرق غير لامع
- تتعصب بالأعصاب الشوكية الحساسة للألم

## التروية الشريانية للشرج
يغذي القناة الشرجية ثلاثة شرايين رئيسية هي
1. الشريان الباسوري العلوي
2. الشريان الباسوري المتوسط
3. الشريان الباسوري السفلي

وشريان إضافي هو
1. الشريان العجزي المتوسط

## العود الوريدي للشرج
1. الوريد الباسوري العلوي
2. الوريد الباسوري المتوسط
3. الوريد الباسوري السفلي